# Martin Stixrud
Martin Stixrud (* 9. Februar 1876 in Oslo; † 8. Januar 1964 ebenda) war ein norwegischer Eiskunstläufer, der im Einzellauf startete.
Er gewann im Alter von 44 Jahren und 77 Tagen Bronze im Eiskunstlauf der Herren bei den Olympischen Spielen 1920 in Antwerpen. Er ist damit der älteste Gewinner einer olympischen Medaille in einem Einzelwettbewerb im Wintersport.
Bei der Europameisterschaft 1912 gewann er die Bronzemedaille und nach der Pause durch den Ersten Weltkrieg wurde er 1923 im heimischen Oslo Vize-Europameister hinter Willy Böckl. Stixrud nahm an vier Weltmeisterschaften teil. Sein bestes Ergebnis war der vierte Platz 1922. Bis heute hält er mit seinen zehn nationalen Titeln (1913 und 1916 bis 1924) den Rekord bei norwegischen Eiskunstlaufmeisterschaften.
Nach der Beendigung seiner aktiven Sportlerkarriere war er auch Eiskunstlauftrainer. Eine seiner Schülerinnen war Sonja Henie.

## Ergebnisse
| Wettbewerb / Jahr           | 1910 | 1911 | 1912 | 1913 | 1914 | 1915 | 1916 | 1917 | 1918 | 1919 | 1920 | 1921 | 1922 | 1923 | 1924 |
| --------------------------- | ---- | ---- | ---- | ---- | ---- | ---- | ---- | ---- | ---- | ---- | ---- | ---- | ---- | ---- | ---- |
| Olympische Winterspiele     |      |      |      |      |      |      |      |      |      |      | 3.   |      |      |      |      |
| Weltmeisterschaften         |      | 6.   |      |      | 11.  |      |      |      |      |      |      |      | 4.   |      | 7.   |
| Europameisterschaften       | 5.   |      | 3.   | 6.   |      |      |      |      |      |      |      |      | 5.   | 2.   |      |
| Norwegische Meisterschaften |      |      |      | 1.   |      |      | 1.   | 1.   | 1.   | 1.   | 1.   | 1.   | 1.   | 1.   | 1.   |